# Heinrich Biltz
Heinrich Biltz (né le 26 mai 1865 à Berlin - mort le 29 octobre 1943 à Breslau) est un professeur et chimiste allemand.

## Biographie
Heinrich Biltz est né le 26 mai 1865 à Berlin. Il est le fils de Karl Friedrich Biltz (de).
Il entre au lycée royal Guillaume de Berlin en 1885. Il étudie d'abord la chimie à l'université Humboldt de Berlin sous la direction, notamment, d'August Wilhelm von Hofmann. Plus tard, il continue ses études dans le domaine à l'université de Göttingen avec Victor Meyer. En 1888, il obtient son doctorat en sciences naturelles. À cette époque, avec Meyer, il travaille sur la masse moléculaire de substances à hautes températures. Il étudie également la densité de vapeur du Chlorure d'étain(II) et du soufre.
À partir du 8 juillet 1891, il est professeur de chimie à l'université de Greifswald. En 1897, il est nommé à la tête du département de chimie inorganique à l'université de Kiel. En 1908, il synthétise avec succès la phénytoïne. 
De l'automne 1911 jusqu'à sa retraite en 1933, il enseigne à l'institut Albert Ladenburg de l'université de Breslau. Il met en évidence les réactions chimiques de substances organiques, particulièrement les réactions de l'acétylène et d'autooxydation. Il concentre ses activités sur la chimie de l'acide urique, établissant les détails de l'oxydation de cet acide avec plusieurs comburants.
Lors de la Première Guerre mondiale, il est officier de réserve. Après la guerre, il reprend ses recherches et travail de temps à autre avec son jeune frère Wilhelm Biltz (en).
En 1925, l'industrie chimique allemande crée la fondation Heinrich-Biltz, qui vise à appuyer les étudiants talentueux.
Il a été marié à Freya de la Motte Fouqué.